# ミッドナイト・ピアニスト
『ミッドナイト・ピアニスト』（Midnight Pianist）は、1981年（昭和56年）11月25日に発売された日本のアルバムである。近田春夫&ビブラトーンズ（のちのビブラトーンズ）のファーストアルバム、スタジオ・アルバムである。

## 概要・略歴
近田春夫率いる近田春夫&ビブラトーンズのデビューアルバムで、同日発売でデビューシングル『金曜日の天使』もリリースされた。「《1981.11.25.現在のPOPS》を目指す」というコピーが、アルバムの帯に印刷されていたという。
本アルバムは、LPレコードとして発売された。シングル発売された『金曜日の天使』の表題曲は、A面2曲目の『Soul Life』の歌詞の一部と編曲を変更したものである。
その後、1993年（平成5年）11月21日、コロムビアミュージックエンタテインメントからCD-ROMとCDで、2001年（平成13年）10月21日には、おなじくCDとして、CD文庫1500『Mid-night Pianist』としてそれぞれ再発売された。また、1988年（昭和63年）10月21日、本アルバムとミニ・アルバム『VIBRA-ROCK』、シングル『金曜日の天使』、および未発表曲を集めたCDアルバム『ビブラトーンズFUN』が発売され、2002年（平成14年）4月20日、2008年（平成20年）8月20日に再発売された。
その後2017年(平成29年)1月25日にタワーレコード限定で「ミッドナイト・ピアニスト+4」が発売、内容はビブラトーンズFUNに準拠してるが「AOR大歓迎」が再び収録され「恋の晩だな」(VIBRA-ROCK収録曲)と「ほうれん草サラダ」が削除されているため全13曲となっている。

## 収録曲

### Side A
1. ハイソサエティ
  - 作詞・作曲近田春夫、編曲近田春夫&Vibra-Tones
2. Soul Life
  - 作詞近田春夫、作曲福岡裕、編曲近田春夫&Vibra-Tones
3. 真夜中のピアニスト
  - 作詞・作曲近田春夫、編曲近田春夫&Vibra-Tones
4. ほんとはジェントルマン
  - 作詞・作曲近田春夫、編曲近田春夫&Vibra-Tones
5. ソファーベッド・ブルース
  - 作詞近田春夫、作曲福岡裕、編曲近田春夫&Vibra-Tones

### Side B
1. 昼下がりの微熱
  - 作詞近田春夫、作曲窪田晴男、編曲近田春夫&Vibra-Tones
2. どしゃぶりハイウェイ
  - 作詞・作曲近田春夫、編曲近田春夫&Vibra-Tones
3. 夢のしずく
  - 作詞峰岸洋、作曲窪田晴男、編曲近田春夫&Vibra-Tones
4. 恋のシルエット
  - 作詞・作曲近田春夫、編曲近田春夫&Vibra-Tones

## 関連事項
- 1981年の音楽